# Karl Wilhelm von Dietrich

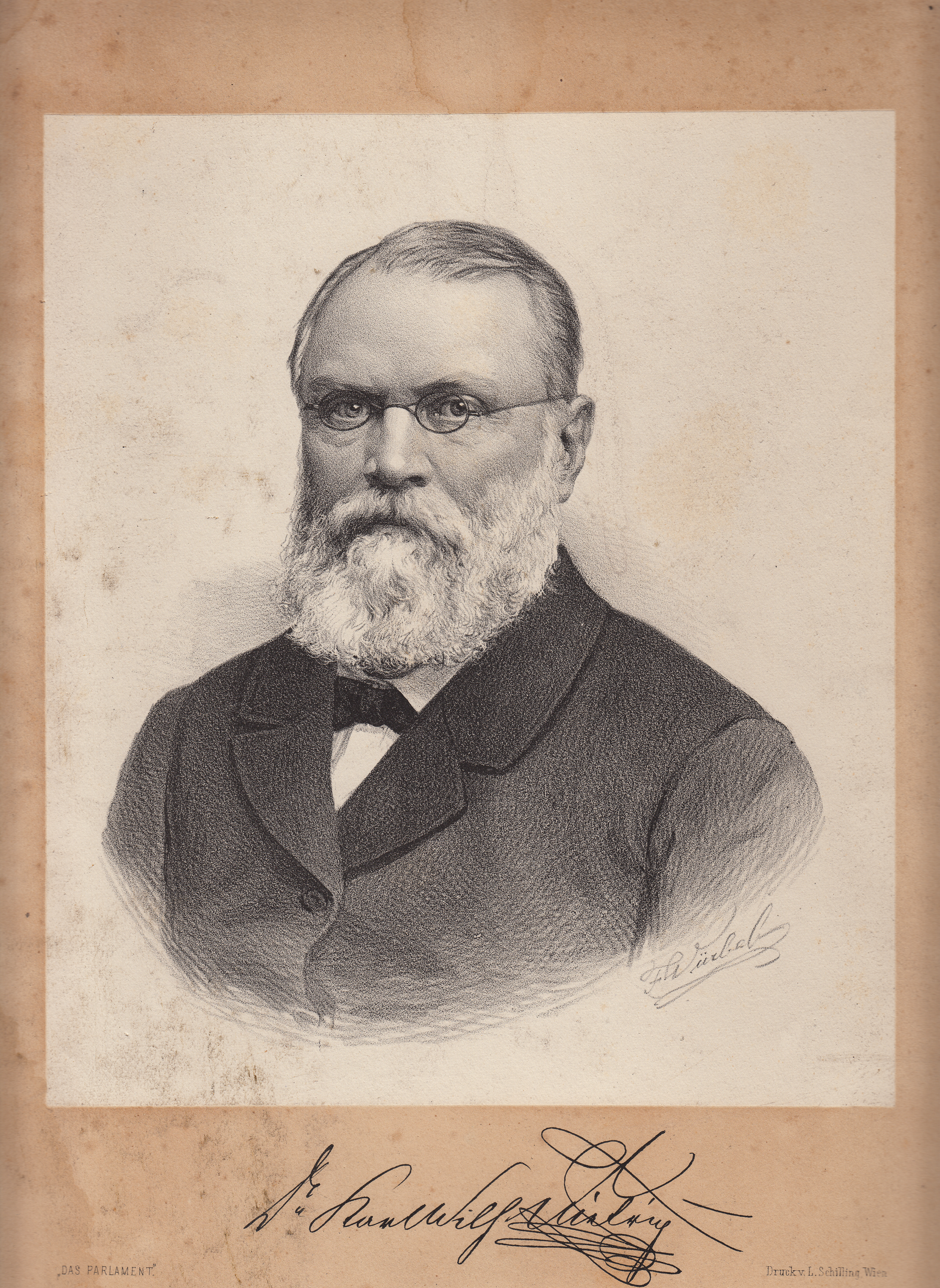
Karl Wilhelm Ritter von Dietrich, „Das Parlament“, Lithografie von Franz Würbel

Karl Wilhelm Ritter von Dietrich geboren als Karl Johann Ignaz Dietrich (* 7. Oktober 1811 in Iglau, Mähren; † 3. Mai 1889 in Iglau) war Advokat, Bürgermeister der Stadt Troppau, Abgeordneter im Schlesischen Landtag und Mitglied des österreichischen Reichsrates.

## Leben und Wirken
Karl Wilhelm von Dietrich wurde in Iglau, einer Stadt der deutschen Sprachinsel in Mähren, als ältestes Kind eines Kaufmannes geboren und in der katholischen Minoriten-Kirche der Mariä Himmelfahrt getauft.
Nach Absolvieren des Gymnasiums in Iglau im Jahre 1827 studierte er bis 1833 Rechtswissenschaften an den Universitäten in Prag, dann Olmütz und schließlich in Wien. Anschließend versah von Dietrich bis zu seiner Promotion zum Doktor der Rechte am 23. Juli 1836 seinen Dienst beim Magistrat in Iglau als Praktikant und später als Auskultant, gefolgt von einer Anstellung als Konzipient in einer örtlichen Advokatenkanzlei. Seine Advokatenprüfung legte er 1840 ab und ließ sich noch im selben Jahr als Landesadvokat in Olmütz mit seiner eigenen Kanzlei nieder.
Im Jahre 1841 erfolgte die Vermählung mit der Iglauer Tuchmacherstochter Anna Maria Eleonora Müller, mit der er acht Kinder hatte.

Aus beruflichen Gründen verlegte er seinen Wohnsitz 1845 sodann in die schlesische Landeshauptstadt Troppau, wo er knapp vierzig Jahre als Landesadvokat tätig sein sollte.
In den Jahren 1848/49 während der Deutschen Revolution wurde Karl Wilhelm von Dietrich Mitglied im Vorstand der Nationalgarde Troppaus und organisierte Freiwillige, die den Rebellen in Wien halfen. Des Weiteren wurde er Mitglied im Präsidialausschuss von Schlesien, der für die Organisation der Wahlen der Frankfurter Nationalversammlung zuständig war. Während der damit verbundenen Unruhen wurde von Dietrich am 6. März 1850 festgenommen und wegen des Vorwurfs des Hochverrats in das Gefängnis der Festung Spielberg in Brünn überführt.
In einer Petition vom 20. März 1850 an Kaiser Franz Joseph I. verlangten die Troppauer Bürger die Freilassung Karl Wilhelm von Dietrichs. Am 13. April 1850 wurde der Petition stattgegeben und von Dietrich aus der Untersuchungshaft entlassen. Das Ermittlungsverfahren gegen ihn wurde anschließend vollumfänglich eingestellt.
Im Jahre 1861 wurde Karl Wilhelm von Dietrich zum Abgeordneten des Schlesischen Landtags der Landeshauptstadt Troppau und später für andere Städte in Österreichisch-Schlesien für mehrere Amtsperioden bis 1883 gewählt.

Nachdem der bisherige Bürgermeister Troppaus, Franz von Hein, nach dreijähriger Amtszeit nach Wien zog, wurde am 31. Dezember 1862 eine Neuwahl veranlasst, aus der Karl Wilhelm von Dietrich als Sieger hervorging. Er diente für zwei Amtszeiten bis 1869.
Zusammen mit Adolf Trassler gründete von Dietrich 1862 die erste Freiwillige Feuerwehr in Troppau.
Während seiner Amtszeit als Bürgermeister war er zudem in der evangelischen Gemeinde aktiv und ordnete 1864 den Bau des Chorhauses an. 

Für seine Verdienste im Zuge des Deutschen Krieges wurde Karl Wilhelm von Dietrich von Kaiser Franz Joseph I. im Jahre 1866 mit dem Ritterkreuz des Österreichisch-kaiserlichen Leopold-Ordens ausgezeichnet. Auf dieser Grundlage erfolgte am 13. Oktober 1884 auch die Erhebung von Karl Wilhelm von Dietrich in den erblichen Ritterstand.

Von 1867 bis 1872 war er außerdem in verschiedenen Ausschüssen des österreichischen Reichsrates vertreten.
1884 gab Karl Wilhelm von Dietrich schließlich seine Advokatenkanzlei in Troppau auf und zog zurück in seine Heimatstadt Iglau, wo er 1889 im Alter von 77 Jahren starb.

## Sonstiges
Ein Ölgemälde mit dem Porträt von Karl Wilhelm von Dietrich, welches bis vor kurzem fälschlicherweise für ein Bildnis des Abgeordneten Emanuel Glaßner gehalten wurde, befindet sich im Schlesischen Landesmuseum in Troppau.